# هواسونغ-6
هواسونغ-6  (بالإنجليزية: Hwasong-6)‏ ومعناه «المريخ-6» بالعربية، هو صاروخ باليستي تكتيكي من إنتاج كوريا الشمالية. وهو صاروخ تصميمه مشتق من الصاروخ هواسونغ-5، الذي هو نفسه مشتق من الصاروخ السوفيتي آر-17 إلبروس R-17 Elbrus . ويطلق عليه في تقارير الناتو اسم  سكود .
بدأ العمل لإصدار صاروخ مُوَسَّع المدى من الصاروخ هواسونغ-5 في العام 1988، وبعد ادخال بعض التعديلات الطفيفة نسبيا اليه، تم إنتاج نوع جديد من الصواريخ عام 1989، سميت باسم هواسونغ-6 («نموذج سكود سي» أو «سكود- سي») [بحاجة لمصدر]. تم اختباره لأول مرة في يونيو 1990، ودخل الإنتاج على نطاق واسع في نفس العام، أو في عام 1991. ثم حل محله الآن الصاروخ رودونج-1.
هواسونغ 6 يتميز بنظام توجيه محسن (الخطأ المحتمل الدائري 50 م)، ويصل مداه إلي 700 كيلومتر (430 ميل)، بحمولة قصوي 800 كجم (1800 رطل). وهذا المدي كافي لضرب أهداف بعيدة تصل حتى غرب اليابان. أبعاد الصاروخ هواسونغ-6 مطابقة لأبعاد الصاروخ الأصلي هواسونغ 5. بسبب صعوبات في الحصول على منصات الإطلاق المتحركة ماز-543 (MAZ-543)، أنتجت كوريا الشمالية قاذفات صواريخ متنقلة. بحلول عام 1999، ذكرت التقديرات أن كوريا الشمالية قد أنتجت من 600 إلى 1000 صاروخ من طراز هواسونغ-6، منهم 25 صاروخ تم إطلاقه في اختبارات، وقامت بتصدير حوالي 300-500 صاروخ من نفس الطراز، وألحقت حوالى 300 -600 صاروخ بالخدمة في الجيش الشعبي الكوري.
وقد تم تصدير هواسونغ 6 إلى إيران، حيث تم اطلاق اسم شهاب-2 عليه، كما تم تصديره لسوريا، حيث يتم تصنيعه هناك بموجب ترخيص وبمساعدة صينية. ويعتقد أن كوبا لديها أيضا صواريخ من هذا الطراز جنبا إلى جنب مع صواريخ هواسونغ-5.